# .bw
.bw es el dominio de nivel superior geográfico (ccTLD) para Botsuana.